# Hermidale
Hermidale är en ort i Australien. Den ligger i kommunen Bogan och delstaten New South Wales, i den sydöstra delen av landet, omkring 490 kilometer nordväst om delstatshuvudstaden Sydney. Antalet invånare är 132.
Trakten runt Hermidale är nära nog obefolkad, med mindre än två invånare per kvadratkilometer..
Omgivningarna runt Hermidale är i huvudsak ett öppet busklandskap. Genomsnittlig årsnederbörd är 490 millimeter. Den regnigaste månaden är februari, med i genomsnitt 99 mm nederbörd, och den torraste är oktober, med 3 mm nederbörd.